# Cal Boter (restaurant)
Cal Boter és un restaurant de cuina tradicional catalana ubicat a la Vila de Gràcia.
Cal Boter és un negoci familiar que es troba al carrer Tordera 62, en ple centre de la Vila de Gràcia. Els seus propietaris, en Toni i l'Encarna, van obrir les portes del local a mitjans dels anys vuitanta, però ara són els seus fills, la Marta i el Pau, els que estan al capdavant del negoci, amb una elaborada cuina tradicional, amb esmorçars de forquilla i menus de migdia molt elaborats. Els seus responsables tenen, a més, una parada de carn al mercat de Sant Andreu, d'on porten moltes de les viandes que posteriorment es cuinen a 'Cal Boter'. Es tracta d'un local amb encant que trasllada al visitant a temps passats. Es troba ple de records, especialment fotografies i rètols de les festes Majors de Gràcia, que denoten l'arrelament del restaurant amb les festes, i presideixen les parets d'un dels dos salons on tenen cabuda les taules de marbre amb ferro forjat. També es poden trobar unes pissarres amb els plats del dia.
A la carta de Cal Boter es poden trobar primers plats d'amanides, com la de tomàquet i anxoves o les endivies al roquefort, entrants freds, com l'esqueixada o el plat d'embotits o l'escalivada, sopes, d'all, de pilotetes o de ceba, i torrades, com la d'escalivada amb anxoves o de formatge i fuet; i segons plats amb assortits de carns, galtes de porc, filets de bou, cabrits arrebossat, tires de vedella o botifarra catalana, entre d'altres; i l'acompanyament de la carn pot ser una llesca de pa amb tomàquet, un plat de mongetes o un plat de patates. També es poden trobar els anomenats Plats Elaborats, plats calents com els cargols a la llauna o a la cassola, canonges amb botifarró i poma caramelitzada o amanida de camembert arrebossat amb confitura de tomàquet; i plats de cuina, amb diferents maneres de cuinar el bacallà, un plat clàssic de Cal Boter.